# Jacques Kosciusko-Morizet
Pour les autres membres de la famille, voir Famille Kosciusko-Morizet.
Ne doit pas être confondu avec Jacques-Antoine Kosciusko-Morizet, son fils.
Jacques Achille Koscziusko puis Kosciusko-Morizet, né le 31 janvier 1913 à Paris et mort le 15 mai 1994 dans la même ville, est un résistant, professeur d'université, diplomate et homme politique français.

## Biographie

### Famille
Issu d'une famille d'origine juive polonaise dont l'ancêtre est arrivé en France sous Louis-Philippe, Jacques Koscziusko est né le 31 janvier 1913 à Paris, de Charles Koscziusko (1882-1951), dessinateur, conducteur des Travaux publics de la Ville de Paris, et de Diane Millaud (1887-1970), professeur de piano.
Il se marie le 25 août 1939 à Paris avec Marianne Morizet (1914-2002), pharmacienne, fille d'André Morizet (1876-1942), homme politique, sénateur et maire de Boulogne-Billancourt, et de Sophie Mattmann (1886-1967), dessinatrice. Il est le père de :
- François Kosciusko-Morizet[5] (1940-2015), ingénieur des ponts et chaussées, homme politique et maire de Sèvres ;
- Marie Catherine Kosciusko-Morizet (1942), directrice de recherche, chef de service à l'INSERM, épouse de Thierry Postel-Vinay, diplômé de l'École des mines ;
- Jacques-Antoine Kosciusko-Morizet[N 1] (1943), entrepreneur, directeur au Crédit lyonnais[8], auteur d'un essai en 1973, La Mafia polytechnicienne[9], et d’un ouvrage écrit en collaboration avec Jean Peyrelevade en 1975, La Mort du dollar[10] ;
- Martine Kosciusko-Morizet (1949), épouse de François Sourdeau de Beauregard (1935-2019), écuyer en chef du Cadre noir de Saumur (1984-1991).

Par son fils François, Jacques Koscziusko est le grand-père de Nathalie Kosciusko-Morizet (1973), femme politique, députée et ministre des gouvernements Fillon, et de Pierre Kosciusko-Morizet (1977), entrepreneur Internet et cofondateur du site PriceMinister.
C'est par un décret en date du 26 janvier 1965 que les membres de la famille Koscziusko ont été autorisés à changer leur nom en Kosciusko-Morizet (avec un "z" en moins à Koscziusko).

### Jeunesse et études
Jacques Koscziusko suit ses études secondaires au collège Rolin, puis au lycée Henri-IV. Il est normalien (promotion 1934 Lettres) et agrégé de lettres (1937). Il est titulaire d'une licence de sociologie. Il commence sa carrière comme professeur au lycée de Grenoble en 1941, au lycée Marcelin-Berthelot de Saint-Maur-des-Fossés en 1942 puis au lycée Buffon à Paris en 1943.

### Résistance
Résistant au FN-FTP sous le pseudonyme de « capitaine Devillers », Jacques Koscziusko commande en second l'insurrection de l'Hôtel de ville lors de la libération de Paris en août 1944 sous les ordres de Roger Stéphane.
Dans la Résistance, Jacques Koscziusko utilise le nom de son épouse, Marianne Morizet (fille d'André Morizet (1876-1942), homme politique, sénateur et maire de Boulogne-Billancourt), et obtiendra, en 1965, l'autorisation légale de porter le patronyme de Kosciusko-Morizet.

### Haut fonctionnaire
Il devient chef de cabinet du secrétaire général de la Préfecture de police et assistant à la faculté des lettres de Paris en 1944, puis professeur à l'université Columbia à New York en 1946.
Il est directeur adjoint du cabinet de Léon Blum, président du gouvernement provisoire en 1946-1947, puis directeur du cabinet civil de Vincent Auriol, président de la République de 1947 à 1954.
Maître des requêtes au Conseil d'État en 1948, il est directeur de cabinet de Félix Houphouët-Boigny en 1956-1957.

### Diplomate
À partir de 1957, il poursuit une carrière diplomatique au cours de laquelle il est délégué permanent de la France au Conseil de tutelle des Nations unies de 1957 à 1962, puis ambassadeur au Congo-Léopoldville entre 1963 et 1968. Il tient à ce titre un rôle important dans les débuts de la « Françafrique », intervenant pour empêcher toute élection libre au Cameroun et permettre l'implantation d'un régime étroitement lié au gouvernement français. Nommé ministre plénipotentiaire hors classe en 1968, il est directeur des affaires techniques et culturelles au secrétariat d'État à la Coopération entre février et décembre 1968, représentant permanent de la France au Conseil de l'Atlantique nord de 1968 à 1970, représentant permanent de la France aux Nations unies à New York entre 1970 et 1972, enfin ambassadeur de France aux États-Unis de 1972 à 1977. Élevé à la dignité d'ambassadeur de France en 1977, il est admis à la retraite du corps diplomatique l'année suivante.

### Carrière politique
Dans les années 1950 il est membre de l'UDSR de François Mitterrand,, c'est à ce titre qu'il devient directeur de cabinet de Félix Houphouët-Boigny (RDA-UDSR) en 1956 après avoir été, sans succès, tête de liste de l'UDSR dans la première circonscription de la Seine aux élections législatives de janvier 1956, en lice notamment contre les listes communiste (menée par Roger Garaudy), CNIP (Édouard Frédéric-Dupont), poujadiste (Jean-Marie Le Pen), radicale (Vincent de Moro-Giafferri, soutenu par Pierre Mendès-France malgré la demande de Mitterrand pour un soutien mendésiste à Kosciusko-Morizet), SFIO et MRP.
Il est élu conseiller municipal en 1959, puis maire de Saint-Nom-la-Bretèche à partir de 1977.
Entre 1983 et 1988 il a été secrétaire national du RPR pour les relations extérieures, puis entre 1988 et 1990 conseiller international auprès du président et du secrétaire général.

### Autres activités
Il est président de l'Association France États-Unis en 1994, de la confédération européenne des anciens combattants entre 1981 et 1989, administrateur de Christian Dior entre 1981 et 1993 et président du conseil de surveillance de Louis Vuitton entre 1989 et 1992.
Il compte avec Jean Lecanuet, Georges Vedel et Jean-Paul Carteron parmi les fondateurs en 1989 du Forum de Crans-Montana.

## Décorations
- Grand officier de la Légion d'honneur
- Croix de guerre 1939–1945
- Médaille de la Résistance française avec rosette par décret du 17 juin 1946[28]